# North East Lincolnshire
North East Lincolnshire es una autoridad unitaria en la región de Yorkshire y Humber de Inglaterra (Reino Unido), limítrofe con la autoridad unitaria de North Lincolnshire y el condado administrativo de Lincolnshire. Estas tres unidades administrativas forman el condado ceremonial de Lincolnshire.
North East Lincolnshire fue creado a partir de los boroughs de Cleethorpes y Great Grimsby el 1 de abril de 1996 con la abolición de Humberside. 
Históricamente, formó parte del Reino de Lindsey.

## Ciudades y pueblos
- Ashby cum Fenby, Aylesby
- Barnoldby le Beck, Beelsby, Bradley, Brigsley
- Cleethorpes
- East Ravendale
- Great Coates, Grimsby
- Habrough, Hatcliffe, Healing, Humberston
- Immingham, Irby upon Humber
- Laceby, Little Coates
- New Waltham
- Old Clee
- Scartho, Stallingborough
- Waltham, Weelsby, Wold Newton

## Lugares de interés
- Molino de viento de Waltham
- Ferrocarril Ligero de la costa Cleethorpes
- Isla Pleasure

## Economía
Las ciudades de North East Lincolnshire de Grimsby, Immingham y Cleethorpes, forman la zona económica conocida como Greater Grimsby. Los principales sectores de la economía de Greater Grimsby son la comida y la bebida; los puertos y la logística; energías renovables; productos químicos e industrias de procesado, y medios digitales.